# Dezember 2016
Portal Geschichte | Portal Biografien | Aktuelle Ereignisse | Jahreskalender | Tagesartikel

◄ |
20. Jahrhundert |
21. Jahrhundert

◄ |
1980er |
1990er |
2000er |
2010er
| 2020er | 2030er | 2040er

◄ |
2012 |
2013 |
2014 |
2015 |
2016
| 2017 | 2018 | 2019 | 2020 | ►

◄ |
September 2016 |
Oktober 2016 |
November 2016 |
Dezember 2016 |
Januar 2017 |
Februar 2017 |
März 2017 |
►
Dieser Artikel behandelt tagesbezogene Nachrichten und Ereignisse im Dezember 2016.

## Tagesgeschehen

### Donnerstag, 1. Dezember 2016
- Baikonur/Kasachstan: Wenige Minuten nach dem Start vom Weltraumbahnhof der Roskosmos verglüht der Raumfrachter Progress MS-04.[1]
- Banjul/Gambia: Der seit 1994 amtierende und autoritär regierende Staatspräsident und Regierungschef Yahya Jammeh (APRC) verliert nach vier Amtsperioden die Präsidentschaftswahlen. Mit 45,5 % der Stimmen bekommt der bislang weitgehend unbekannte Oppositionskandidat Adama Barrow von der sozialistischen UDP den meisten Zuspruch. Jammeh erreicht 36,6 % und der ehemalige Abgeordnete der Regierungspartei, Mamma Kandeh, erhält 17,8 % der Stimmen.[2]
- Berlin/Deutschland: Die Enthüllungsplattform Wikileaks veröffentlicht 2.420 Dokumente mit einem Umfang von 90 Gigabyte, die der NSA-Untersuchungsausschuss des Deutschen Bundestages erhielt. Darunter 125 Dokumente des Bundesnachrichtendienstes (BND), 33 Dokumente des Bundesamtes für Verfassungsschutz (BfV) und 72 weitere Dokumente des Bundesamtes für Sicherheit in der Informationstechnik (BSI) im Rahmen von Anfragen der Ausschussmitglieder an die Dienste. Auch schriftliche Korrespondenz zwischen dem Bundeskanzleramt, den Diensten und Ausschussmitgliedern sowie Hintergrundberichterstattung aus verschiedenen Medien sind enthalten.[3]
- Paris/Frankreich: Staatspräsident François Hollande von der Sozialistischen Partei schließt eine erneute Kandidatur für das Präsidentenamt aus. Die Wahl in Frankreich soll am 23. April 2017 stattfinden, eine mögliche zweite Runde am 7. Mai 2017.[4]
- Unterföhring/Deutschland: Der Spartensender Sky Sport News startet die Ausstrahlung im deutschen Free TV.[5]
- Wien/Österreich: Alexander Van der Bellen (Grüne) und Norbert Hofer (FPÖ) treffen vor der Wiederholung der Stichwahl zur Bundespräsidentenwahl in Österreich 2016 in einem letzten TV-Duell aufeinander. Hofer hält Van der Bellen vor, ein Spion zu sein. Damit widerspricht er der Arbeit des Abwehramts, das keinen Verdacht gegen Van der Bellen hegt.[6]

### Freitag, 2. Dezember 2016
- Jakarta/Indonesien: Etwa 200.000 Menschen demonstrieren gegen den Gouverneur von Jakarta Basuki Tjahaja Purnama. Die meist konservativen Muslime werfen dem Christen vor, seine politischen Gegner der falschen Interpretation des Korans bezichtigt zu haben. Ähnliche Demonstrationen gab es im November. Damals geriet Staatspräsident Joko Widodo aus vergleichbaren Gründen ins Zentrum der Proteste.[7]
- Montevideo/Uruguay: Die südamerikanische Organisation Mercosur, deren Mitgliedsstaaten einen Binnenmarkt bilden, schließt Venezuela bis auf Weiteres aus. Anforderungen an Handels- und Menschenrechtspolitik seien nicht erfüllt worden.[8]
- Moskau/Russland: Die russische Zentralbank wird Ziel eines Hackerangriffs, bei dem umgerechnet 29,2 Millionen Euro von Konten abgezogen werden. Der Geheimdienst FSB teilt mit, er habe zeitgleich einen gezielten Cyberangriff auf das russische Bankensystem abgewehrt. Als Schwachstelle beim Angriff auf die russische Zentralbank und auf die Notenbank Bangladeschs im Februar dieses Jahres gilt das Zahlungssystem der Swift.[9]
- Oakland/Vereinigte Staaten: Bei einem Lagerhausbrand am Rande einer Elektroparty kommen mehr als 30 Menschen ums Leben.[10]
- Qitaihe/China: Bei einer Explosion in einem privaten Kohle-Bergwerk ohne Betriebserlaubnis kommen 22 Arbeiter ums Leben.[11]

### Samstag, 3. Dezember 2016

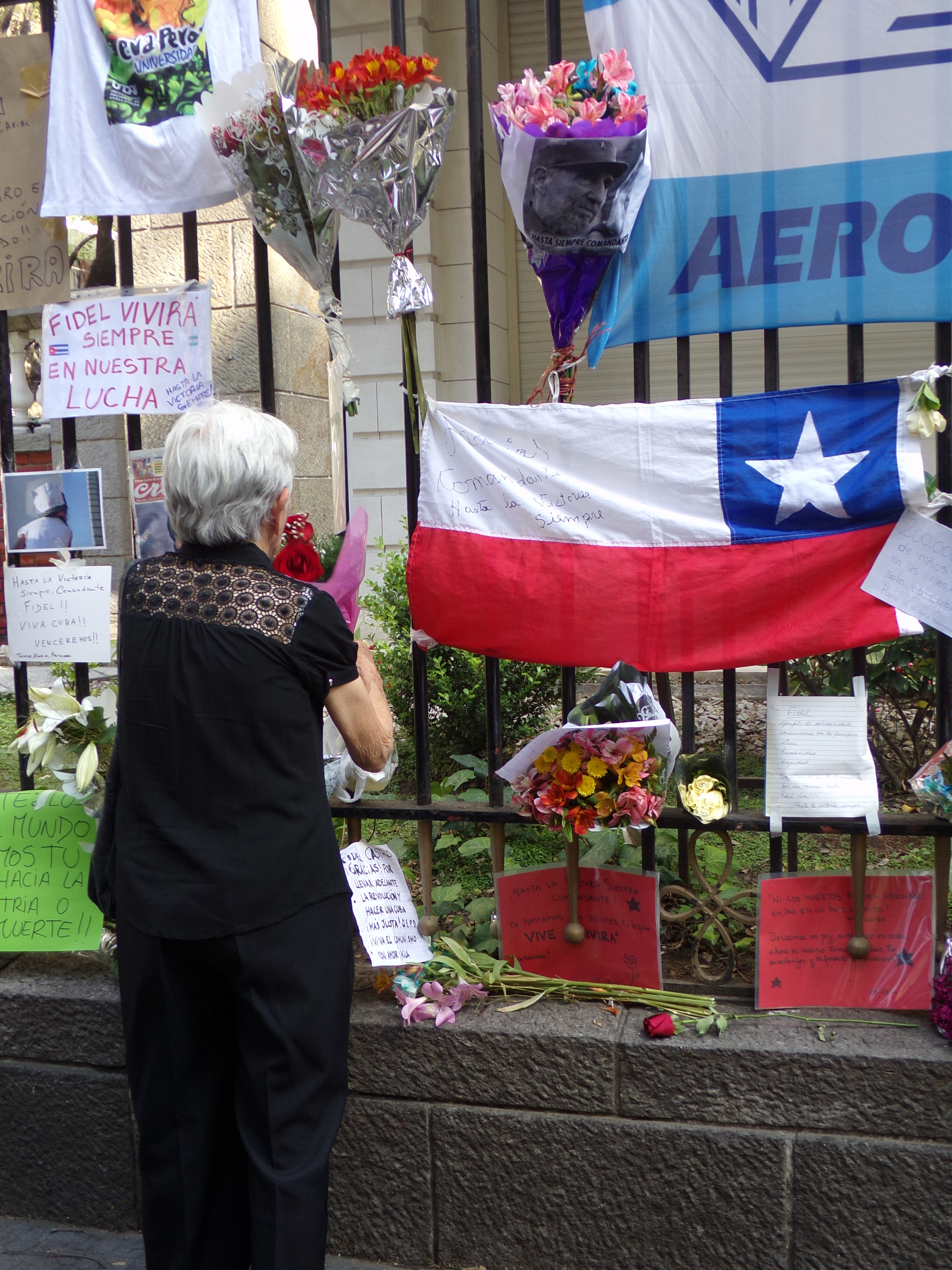
Trauer um Fidel Castro in Lateinamerika

- Santiago/Kuba: Zu Ehren des am 25. November verstorbenen Anführers der Kubanischen Revolution Fidel Castro, Staatsoberhaupt von 1959 bis 2006, findet eine Massenkundgebung auf dem Platz Antonio Maceo statt. Der Trauerkonvoi mit der Urne Castros erreicht hier, nach viertägiger Tour durch verschiedene kubanische Städte, seinen Endpunkt.[12]

### Sonntag, 4. Dezember 2016

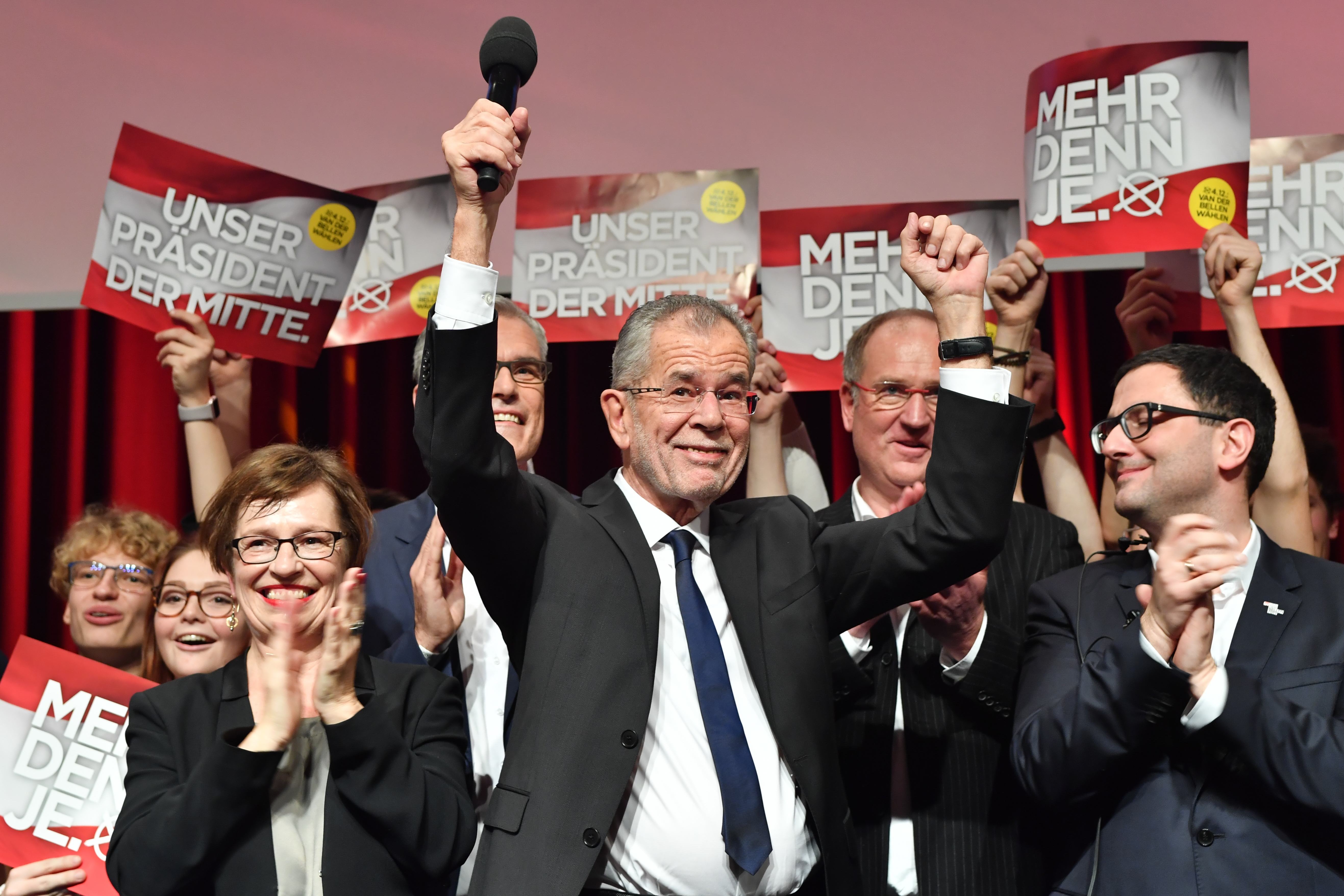
Designierter Präsident Österreichs: Alexander Van der Bellen

- Kuala Lumpur/Malaysia, Naypyidaw/Myanmar: Der malaysische Premierminister Najib Razak setzt sich an die Spitze einer Protestbewegung gegen die Unterdrückung der muslimischen Ethnie Rohingya im vorwiegend buddhistischen Nachbarland Myanmar. Die Regierung Myanmars fordert Razak auf, sich nicht in die inneren Angelegenheiten anderer Länder einzumischen.[13]
- Rom/Italien: Beim Referendum zur Reform des Senato della Repubblica zur Neuaufteilung der Kompetenzen zwischen der Republik Italien und den Regionen des Landes verweigern die Wähler den angedachten Umgestaltungen ihre Zustimmung.[14] Für diesen Fall hatte Ministerpräsident Matteo Renzi seinen Rücktritt angekündigt.
- Taschkent/Usbekistan: Premierminister Shavkat Mirziyoyev wird zum neuen Präsidenten der Republik Usbekistan gewählt. Als Übergangslösung stand er bereits seit September an der Spitze des Staats.[15]
- Wien/Österreich: Die Wiederholung der Stichwahl zur Bundespräsidentenwahl in Österreich 2016 endet mit dem Sieg des Grünen-Politikers Alexander Van der Bellen.[16]

### Montag, 5. Dezember 2016
- Lausanne/Schweiz: Der Internationale Sportgerichtshof bestätigt, dass die Sperre des ehemaligen FIFA-Präsidenten Joseph Blatter gerechtfertigt ist. Die FIFA sperrte Blatter wegen verdeckter Geldzahlungen an seinen damaligen Stellvertreter Michel Platini.[17]
- Rom/Italien: Nach dem Nein der Wähler zur Neuordnung der Kompetenzen zwischen Republik und Regionen sagt Ministerpräsident Matteo Renzi, dass er in absehbarer Zeit zurücktreten werde. Bis dahin führt er die Regierungsgeschäfte weiter.[18]
- Sirte/Libyen: Im Bürgerkrieg in Libyen erobert die Armee im Verbund mit Milizengruppen, die die regierende Allianz der Nationalen Kräfte unterstützen, die Hafenstadt Sirte von der Terrororganisation Islamischer Staat (IS) zurück. Damit endet nach vier Monaten die Operation zur Einnahme der „Hochburg“ des IS in Libyen.[19]

### Dienstag, 6. Dezember 2016
- Essen/Deutschland: Die Delegierten des Parteitags der CDU bestätigen Bundeskanzlerin Angela Merkel als Parteivorsitzende. Auf dem Parteitag erhält die Kanzlerin auch das Plebiszit der Delegierten für die Spitzenkandidatur bei der Bundestagswahl 2017. Es gibt keine Gegenkandidaten.[20]
- Freiburg/Deutschland: Der Kriminalfall Maria L. verschärft die Debatte um die Folgen der Flüchtlingskrise in Europa ab 2015. Ein minderjähriger Afghane ist tatverdächtig, eine Freiburger Studentin missbraucht und in die Dreisam geworfen zu haben, wo sie ertrank.[21] Die Statistik verzeichnet sowohl einen Anstieg von Hasskriminalität gegen Fremde als auch von Eigentumsdelikten und angezeigten sexuellen Übergriffen in den letzten Jahren.[22]
- Karlsruhe/Deutschland: Mit Urteil des Bundesverfassungsgerichts steht den Betreibern der deutschen Kernkraftwerke eine Ausgleichszahlung zu, weil die Politik im Verlauf des „Atomausstiegs“ die Restlaufzeiten der Reaktoren in kurzer Folge zuerst verlängerte und, nach der Nuklearkatastrophe von Fukushima von 2011, wieder drastisch verkürzte. Die Geldzahlungen an die Atomindustrie werden nun aus Steuermitteln aufgebracht.[23]

### Mittwoch, 7. Dezember 2016
- Accra/Ghana: Amtsinhaber John Dramani Mahama (National Democratic Congress) und Nana Akufo-Addo (New Patriotic Party) sind die Favoriten bei der heute abgehaltenen Präsidentschaftswahl.
- Aceh/Indonesien: Bei einem Erdbeben der Stärke 6,4 Mw sterben im nördlichen Teil von Sumatra mindestens 97 Menschen.[24]

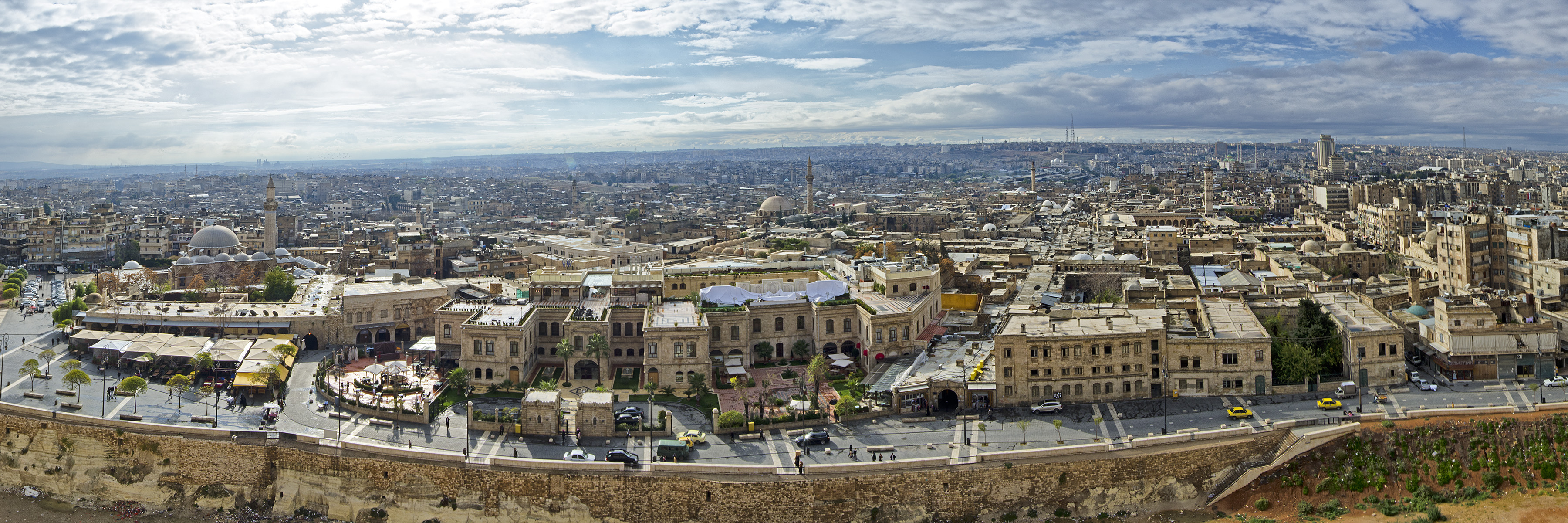
Vorkriegspanorama der Altstadt von Aleppo

- Aleppo/Syrien: Im Bürgerkrieg in Syrien erobern die Streitkräfte Syriens die Altstadt von Aleppo nach eigenen Angaben vollständig zurück.
- Bern/Schweiz: Doris Leuthard (CVP) wird mit 188 von 207 gültigen Stimmen nach 2009 erneut von der Vereinigten Bundesversammlung zur Bundespräsidentin für das kommende Jahr 2017 gewählt.
- Khyber Pakhtunkhwa/Pakistan: Ein Flugzeug der staatlichen Fluggesellschaft verschwindet auf dem Pakistan-International-Airlines-Flug 661 vom Radar. Rettungskräfte berichten, dass es zwischen Abbottabad und Haripur abgestürzt ist. An Bord waren rund 40 Personen, darunter der pakistanische Popstar und Prediger Junaid Jamshed.[25]
- Rom/Italien: Der Präsident des Ministerrats und Regierungschef Matteo Renzi reicht sein Rücktrittsgesuch bei Präsident Sergio Mattarella ein.[26]

### Donnerstag, 8. Dezember 2016
- Genf/Schweiz: Die Vereinten Nationen stellen in einem Bericht fest, dass im Krieg in der Ukraine zwischen April 2014 und November 2016 fast 10.000 Zivilisten durch Kampfhandlungen starben, über 22.000 weitere wurden verletzt.[27]
- Hamburg/Deutschland: 40 Außenminister und 80 Delegationen nehmen am Treffen des OSZE-Ministerrats teil, das der deutsche Außenminister Frank-Walter Steinmeier mit der Einschätzung eröffnet, es gebe „neue Gräben zwischen Ost und West“.[28]
- Yokohama/Japan: Zum Auftakt der Klub-Weltmeisterschaft im Fußball gewinnt der japanische Verein Kashima Antlers gegen den neuseeländischen Auckland City FC 2:1.[29]

### Freitag, 9. Dezember 2016

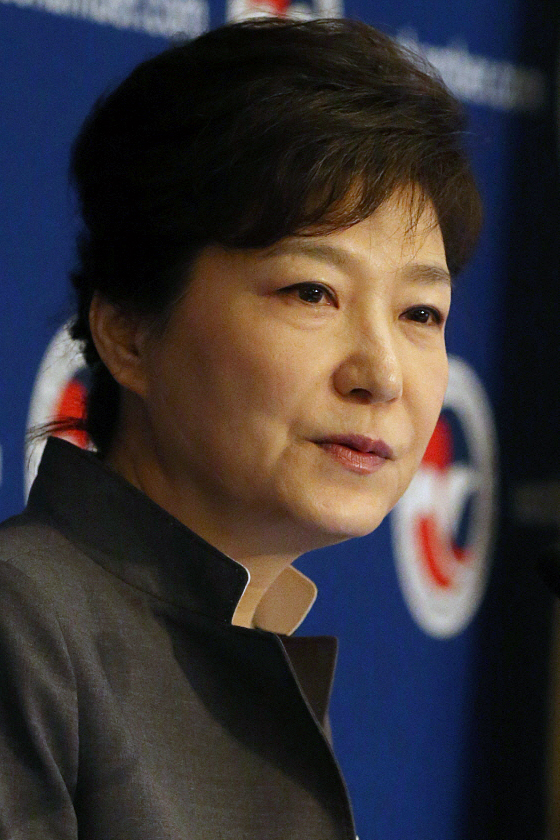
Park Geun-hye

- Accra/Ghana: Nana Akufo-Addo (New Patriotic Party) wird als Sieger der Präsidentschaftswahl bekanntgegeben. Sein Kontrahent war Amtsinhaber John Dramani Mahama (National Democratic Congress).[30]
- Aleppo/Syrien: In der teilweise von Rebellen gehaltenen Großstadt gibt es trotz Meldungen über eine vollständige Einnahme der Stadt durch die Streitkräfte Syriens weiterhin schwere Gefechte.[31]
- Banjul/Gambia: Eine Woche nach seiner Niederlage bei der Präsidentschaftswahl verkündet der seit 22 Jahren amtierende Staatspräsident Yahya Jammeh im Fernsehen, dass er den Wahlausgang wegen „inakzeptabler Fehler der Wahlkommission“ nicht anerkenne.[32]
- Košice/Slowakei: Ein Großbrand der Naturwissenschaftlichen Fakultät der Pavol-Jozef-Šafárik-Universität in Košice zerstört das komplette Dachgeschoss und bringt weite Teile des Daches zum Einsturz.[33]
- Madagali/Nigeria: Auf dem Markt der Stadt verüben zwei Schülerinnen Selbstmordattentate. Dabei kommen mindestens 30 Menschen ums Leben. Es wird eine Verbindung der Attentäterinen zur islamistischen Organisation Boko Haram vermutet.[34]
- Neu-Isenburg/Deutschland: Neben den Vereinigten Staaten fordert Deutschland – in Person von Michael Vesper, dem Vorstandsvorsitzenden des Deutschen Olympischen Sportbunds – Konsequenzen aus der Veröffentlichung des zweiten Teils des McLaren-Reports über das System staatlichen Dopings im russischen Sport. Der Bericht kommt zu dem Schluss, dass in den letzten Jahren etwa 1000 russische Olympiateilnehmer gedopt an den Start gingen.[35]
- Seoul/Südkorea: Das nationale Parlament (Gukhoe) stimmt für die vorläufige Entmachtung von Präsidentin Park Geun-hye.[36]
- Tokio/Japan: Das Parlament ratifiziert die Transpazifische Partnerschaft (TPP), ein geplantes Handelsabkommen, an dem u. a. Australien, Chile, Kanada, Mexiko und vorläufig auch die Vereinigten Staaten Interesse haben.[37]
- Wiesbaden/Deutschland: „Postfaktisch“ ist für die Gesellschaft für deutsche Sprache das Wort des Jahres in Deutschland.[38] Es erscheint meist in der Wendung „Postfaktische Politik“.

### Samstag, 10. Dezember 2016
- Aden/Jemen: Bei einem Selbstmordanschlag auf den Militärstützpunkt Al-Sawlaban nahe dem Flughafen sterben mindestens 48 Soldaten, 70 weitere werden verletzt. Die Terrororganisation Islamischer Staat bekennt sich über sein Propaganda-Sprachrohr Amaq zu dem Anschlag.[39][40]
- Breslau/Polen: Bei der Verleihung des Europäischen Filmpreises gewinnt der Film Toni Erdmann in fünf Kategorien, darunter den Wettbewerb zum „Besten Film“.[41]
- Hitrino/Bulgarien: Bei der Entgleisung und anschließenden Explosion eines Güterzuges mit Gastanks des Unternehmens Bulmarket sterben mindestens acht Menschen. In dem Dorf in der Oblast Schumen werden auf der Eisenbahnstrecke zwischen Burgas nach Russe mindestens 20 Häuser inklusive des Bahnhofsgebäudes und des Rathauses zerstört.[42]
- Istanbul/Türkei: Bei zwei Bombenanschlägen werden mindestens 38 Menschen getötet und weitere 166 verletzt. Eine der Explosionen ereignet sich nach einem Fußball-Erstligaspiel vor dem Stadion Vodafone Arena in Beşiktaş, daher ist der Anteil von Polizisten unter den Opfern besonders hoch. Die kurdische Terrororganisation Teyrêbazên Azadîya Kurdistan (TAK) (Freiheitsfalken Kurdistans) hat in einem Bekennerschreiben die Verantwortung übernommen.[43][44]
- Manama/Bahrein: Auf der 12. Regionalsicherheitskonferenz des International Institute for Strategic Studies (IISS) kündigte US-Außenminister Ashton Carter neben der Luftunterstützung eine weitere Entsendung von 200 US-Soldaten zur Unterstützung der kurdisch dominierten Demokratischen Kräfte Syriens gegen den Islamischen Staat (IS) in ar-Raqqa an. Bislang sind rund 300 US-Soldaten in Syrien stationiert.[45]
- Paris/Frankreich: Auf einer Sondersitzung hat die Regierung unter Bernard Cazeneuve den Ausnahmezustand wegen anhaltender Terrorgefahr erneut bis Juli 2017 verlängert. Seit den Terroranschlägen in Paris am 13. November 2015 befindet sich das Land im Ausnahmezustand.[46]
- Tiraspol/Transnistrien: In der international nicht anerkannten Sepratistenrepublik in der Republik Moldau werden Präsidentschaftswahlen abgehalten. Zur Wiederwahl stellt sich Präsident Jewgeni Schewtschuk und tritt gegen den Oppositionskandidaten und Vorsitzenden des Obersten Rates Wadim Krasnoselski an.[47]
- Uyo/Nigeria: Der Einsturz des Kirchendachs der im Bau befindlichen Reigners Bible Church während einer Messe in der Stadt im Bundesstaat Akwa Ibom kostet mindestens 200 Menschen das Leben.[48]

### Sonntag, 11. Dezember 2016

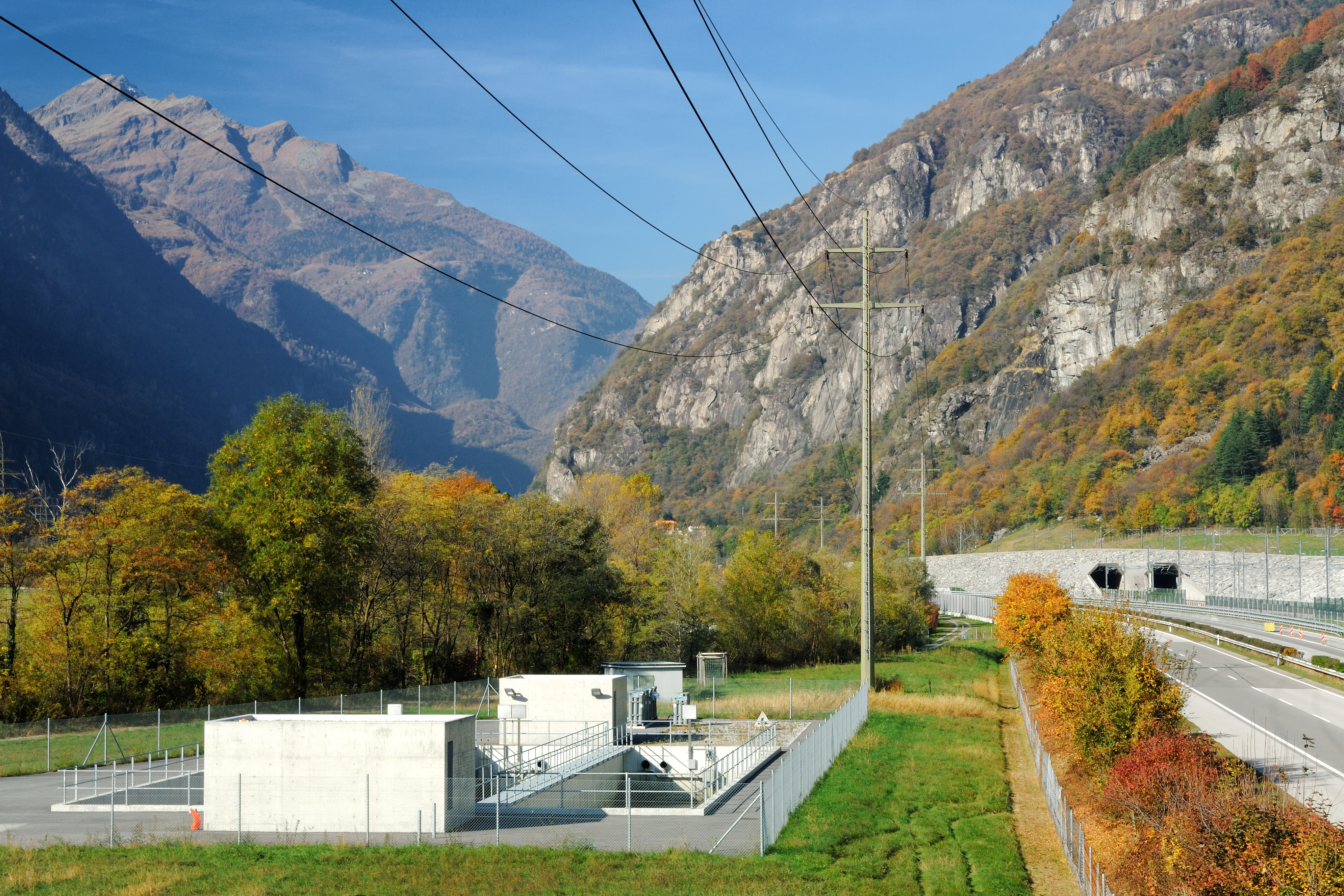
Gotthardtunnel-Einfahrt in Pollegio

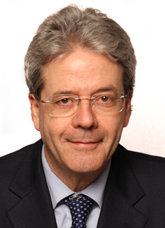
Paolo Gentiloni wird italienischer Ministerpräsident

- Amman/Jordanien: Bundesverteidigungsministerin Ursula von der Leyen übergibt feierlich rund 16 Schützenpanzer vom Typ Marder an die jordanischen Streitkräfte. Eine weitere Auslieferung von 18 Schützenpanzern ist bis Ende 2017 vorgesehen. Zudem liefert Deutschland nachrichtendienstliche Abhörtechnik zum Abhören von Mobiltelefongesprächen, SMS-Nachrichten und Datenkommunikation im Kampf gegen die Terrororganisation Islamischer Staat (IS).[49][50]
- Bischkek/Kirgistan: Verfassungsreferendum über die Erweiterung der Machtbefugnisse des Ministerpräsidenten.
- Bukarest/Rumänien: Parlamentswahl in Rumänien
- Gotthard/Schweiz: Ein Festzug von Zürich nach Lugano läutet den fahrplanmässigen Betrieb des 57 km langen Gotthard-Eisenbahn-Basistunnels ein. Der Bau des Tunnels begann 1996.[51]
- Kairo/Ägypten: Bei einer Bombenexplosion in der koptischen Kirche Sankt Peter und Paul in der Nähe der Markuskathedrale sterben 25 Menschen, 49 werden verletzt.[52]
- Mogadischu/Somalia: Bei einem Autobombenanschlag der islamistischen Al-Shabaab-Miliz auf einen Militärposten und eine Polizeistation am Seehafen von Mogadischu werden mindestens 30 Menschen getötet und 48 weitere verletzt.[53]
- Palmyra/Syrien: Die Terrororganisation Islamischer Staat (IS) hat erneut die antiken Weltkulturerbestätten von den syrischen Streitkräften zurückerobert. Nach Angaben des russischen Verteidigungsministeriums, flogen Kampfflugzeuge über Nacht mehr als 60 Angriffe auf Stellungen, Konvois und Nachschublieferungen des IS.[54]
- Rom/Italien: Nach dem Rücktritt des italienischen Ministerpräsidenten Matteo Renzi wird der bisherige Außenminister Paolo Gentiloni (PD) von Staatspräsident Sergio Mattarella mit der Regierungsbildung beauftragt.[55]
- Skopje/Mazedonien: Die seit 2006 regierende nationalkonservative VMRO-DPMNE unter dem kommissarischen Ministerpräsidenten Emil Dimitriev hat nach ersten Hochrechnungen mit 41 Prozent der abgegebenen Stimmen zufolge die Parlamentswahlen gewonnen. Die bisher mitregierende albanische Partei Demokratische Union für Integration (DUI) erreicht 6,6 Prozent. Die oppositionelle Sozialdemokratische Liga Mazedoniens (SDSM) erhält rund 36 Prozent.[56]

### Montag, 12. Dezember 2016
- Aleppo/Syrien: Vollständige Zurückeroberung Aleppos durch die syrische Armee

### Donnerstag, 15. Dezember 2016
- Aleppo/Syrien: Angesichts der verheerenden humanitären Lage in Ost-Aleppo beginnt die Evakuierung des im Bürgerkrieg zerstörten Stadtviertels. Die syrischen Streitkräfte haben hierfür einen 21 Kilometer langen Korridor eingerichtet. Dem russischen Generalstab zufolge haben rund 5000 Kämpfer und ihre Angehörigen damit begonnen, Aleppo zu verlassen. Die Syrische Beobachtungsstelle für Menschenrechte berichtet, dass Aufständische vor dem Start der Evakuierungsmission damit begonnen hätten, ihre Hauptquartiere, Fahrzeuge und Waffen zu zerstören.[57]
- Genf/Schweiz: Dem Kosovo wird die internationale Telefonvorwahl +383 durch die Internationale Fernmeldeunion (ITU) zugewiesen.[58]
- Prag/Tschechien: Das europäische Satellitennavigationssystem Galileo der Agentur für das Europäische GNSS wird für die Allgemeinheit frei geschaltet.
- Saint-Maximin-la-Sainte-Baume/Frankreich: Der Kurier-Express-Paket-Dienst DPDgroup führt die erste Logistikdrohne im Linienverkehr ein. Einmal wöchentlich pendelt eine vollständig autonome Drohne mit einer Nutzlast von drei Kilogramm zwischen einem Pickup Paketshop in Saint-Maximin-la-Sainte-Baume und einer 15 Kilometer entfernten Zustelladresse im Technologie-Gründerzentrum in Pourrières. Nach zweijährigen Tests habe die französische Luftfahrtbehörde DGAC den Regelbetrieb genehmigt.[59]
- Subic-Bucht/Philippinen: Das Rettungsschiff ASR-510 der Volksbefreiungsarmee – See der Dalang III-Klasse beschlagnahmt rund 80 Kilometer vor der philippinischen Subic-Bucht aus dem Meer eine Unterwasser-Forschungsdrohne (UUV) der US Navy. Diese wurde von dem Vermessungsschiff USNS Bowditch (T-AGS-21) des Military Sealift Command ausgesetzt. Das US-Verteidigungsministerium fordert von China die sofortige Rückgabe.[60]

### Freitag, 16. Dezember 2016
- Dresden/Deutschland: Eröffnung des Kulturquartiers Kraftwerk Mitte. Die Errichtungskosten betrugen 100 Millionen Euro.

### Samstag, 17. Dezember 2016

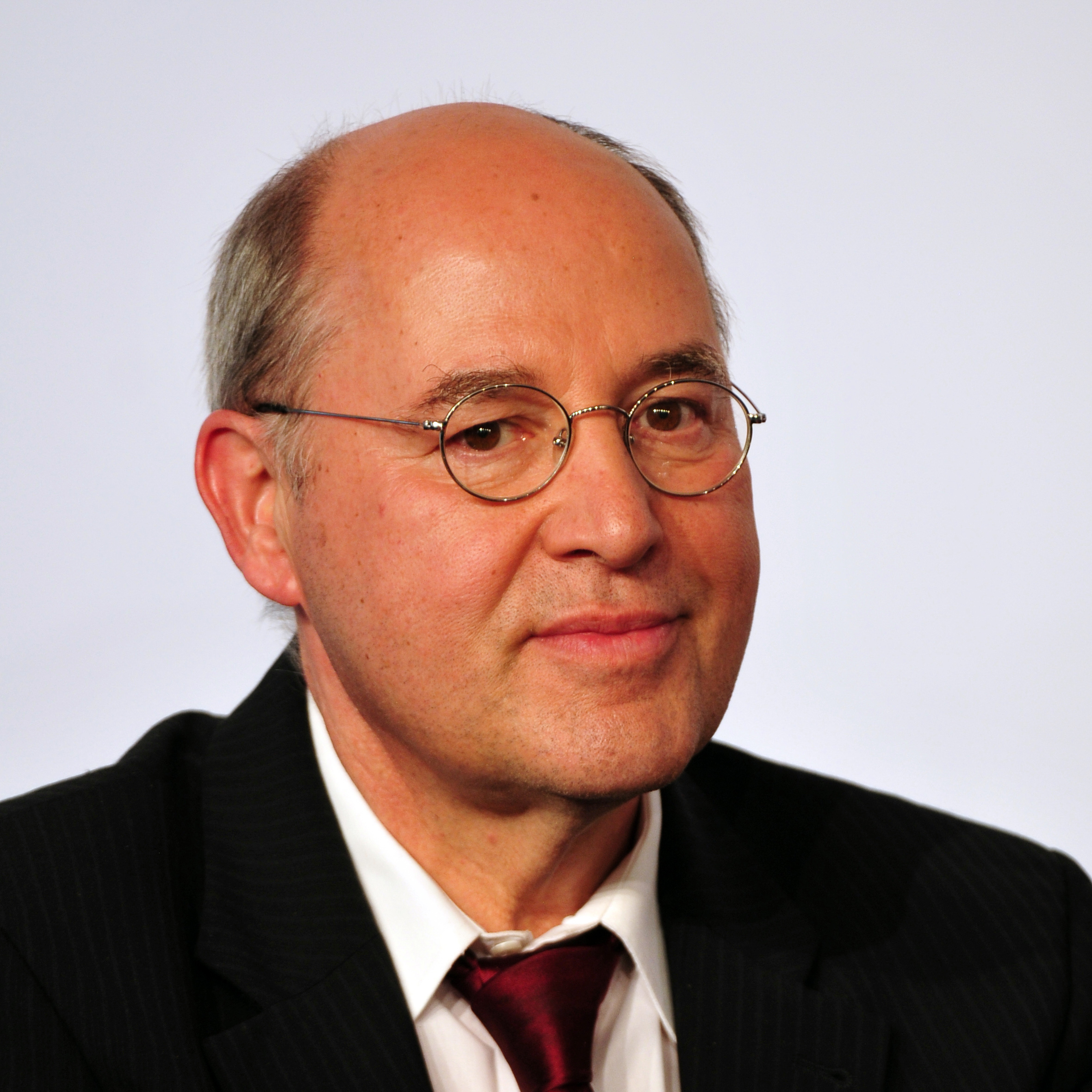
Gregor Gysi wird Vorsitzender der Europäischen Linken

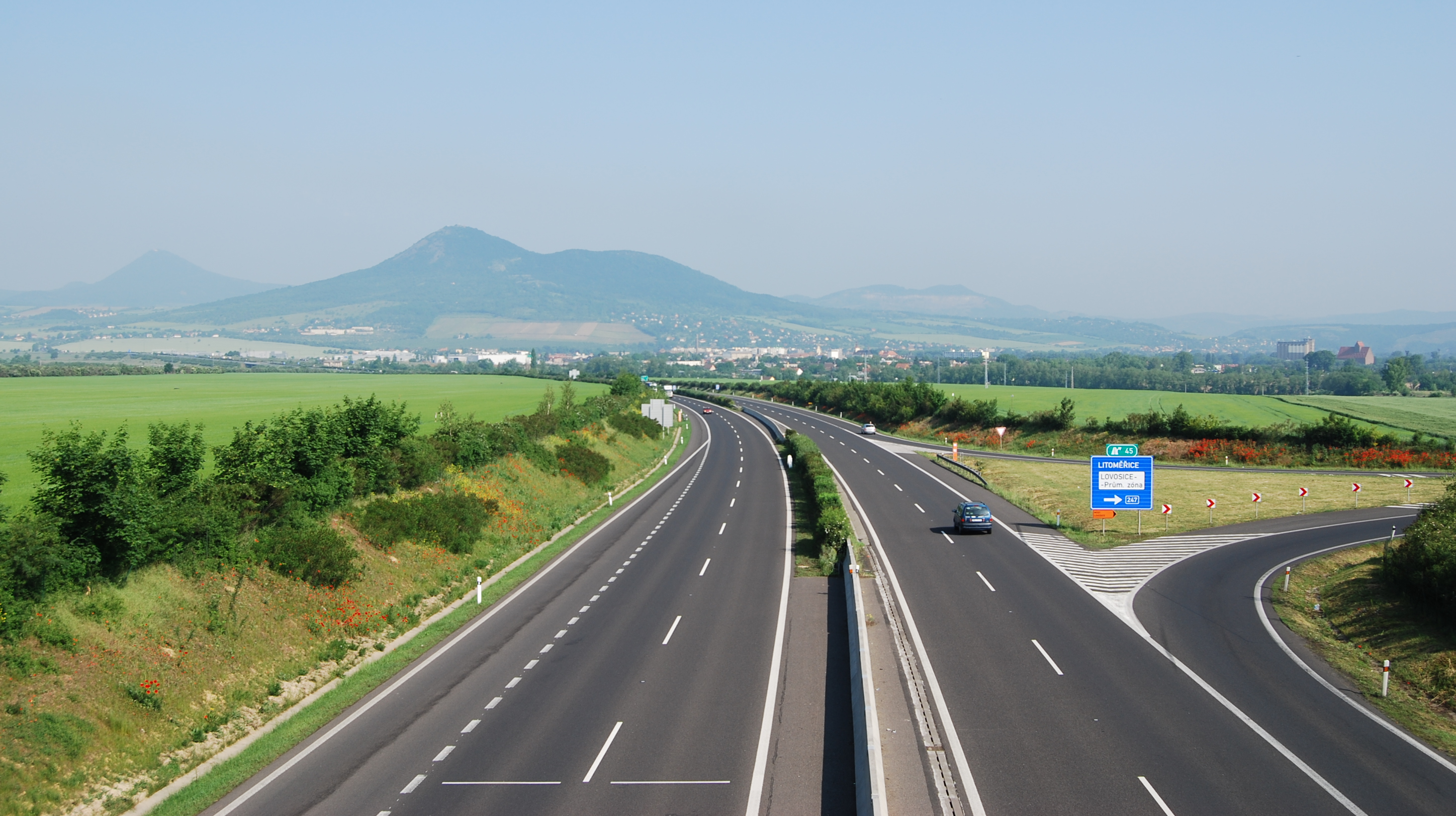
Die Dálnice 8 bei Lovosice-východ in Richtung Dresden

- Arba Minch/Äthiopien: Nach neunjähriger Bauzeit wird das Wasserkraftprojekt Gilgel Gibe III am Fluss Omo rund 90 Kilometer nordwestlich von Arba Minch und damit Afrikas drittgrößter Staudamm offiziell durch Staatspräsident Hailemariam Desalegn eingeweiht. Der Bau des umgerechnet 1,5 Milliarden Euro teuren Projektes wurde zu 60 Prozent von der China Exim-Bank finanziert.[61]
- Berlin/Deutschland: Auf dem 5. Kongress der Partei der Europäischen Linken wird Gregor Gysi mit 67,6 Prozent ohne Gegenkandidaten zum Parteivorsitzenden gewählt. Er tritt die Nachfolge von Pierre Laurent an. Stellvertreter Parteivorsitzender ist der griechische Ministerpräsident Alexis Tsipras.[62]
- Birmingham/Großbritannien: In der Vollzugsanstalt HMP Birmingham mit rund 1450 Insassen kommt es zu einem Häftlingsaufstand. Sicherheitskräfte des privaten Betreibers G4S und Polizeieinheiten können die vier betroffenen Trakte nach mehreren Stunden wieder sichern. Nach Angaben der Gewerkschaft der Angestellten im Justizvollzugsdienst (Prison Governors’ Association) handelt es sich um eine veraltete Einrichtung mit Hygiene- und Personalmangel.[63][64]
- Kandahar/Afghanistan: Bei einem Attentat auf ein Minivan mit Sicherheitsmitarbeitern des Flughafens Kandahar werden fünf Frauen und der Fahrer auf dem Weg zu ihrer Arbeitsstelle getötet. Die Mitarbeiterinnen erhielten zuvor bereits Todesdrohungen.[65]
- Kayseri/Türkei: Am Eingangstor der Erciyes-Universität kommt es zu einem Autobombenanschlag. Die Detonation trifft einen vorbeifahrenden öffentlichen Bus, in dem Soldaten der türkischen Luftwaffe sitzen. Nach Militärangaben werden mindestens 13 Menschen getötet und 56 verletzt. Sieben Tatverdächtige werden verhaftet. Die türkische Regierung macht die PKK für den Anschlag verantwortlich. Mitglieder der rechtsextremen MHP (Graue Wölfe) stürmen nach dem Anschlag das örtliche Büro der prokurdischen Oppositionspartei HDP und setzen Möbel in Brand.[66][67]
- Prag/Tschechische Republik: Mit der geplanten Eröffnung des letzten Abschnittes der Dálnice 8 (D8) wird die neue Autobahn Berlin–Dresden–Prag als Teil der Europastraße 55 fertiggestellt.[68]

### Sonntag, 18. Dezember 2016
- Aden/Jemen: Bei einem Selbstmordanschlag der Terrororganisation Islamischer Staat (IS) werden nahe dem Militärstützpunkt al-Solban im Nordosten der Stadt mindestens 49 Soldaten getötet und 29 weitere verletzt.[69]
- Fizi/DR Kongo: Bei einem Bergwerksunglück in der Makungu-Goldmine kommen mindestens 20 Personen ums Leben.[70]
- Karak/Jordanien: Vier Terroristen töten in Qatraneh und in der Kreuzfahrerburg Karak sieben jordanische Polizisten und drei Zivilisten, darunter eine Touristin aus Kanada. 22 weitere Personen werden verletzt. Spezialeinsatzkräfte stürmen die Burg, bei der alle Angreifer getötet werden.[71]
- Wamena/Indonesien: Beim Absturz eines Militärtransporters vom Typ C-130B Hercules der indonesischen Luftwaffe im Jayawijaya-Gebirge sterben alle 13 Besatzungsmitglieder. Die Maschine startete in Timika und befand sich mit Zement und Reissäcken an Bord auf einem Trainingsflug.[72]
- Yamoussoukro/Elfenbeinküste: Die Wahlberechtigten des Landes wählen die neue Assemblé Nationale. Auch die sozialdemokratische Oppositionspartei Front Populaire Ivoirien (FPI), die sich 2011 der Wahl enthielt, tritt wieder zur Parlamentswahl an.[73]
- Yokohama/Japan: Im Finale der Klub-Weltmeisterschaft im Fußball besiegt Real Madrid aus Spanien die Kashima Antlers aus Japan mit 4:2 nach Verlängerung.[74]

### Montag, 19. Dezember 2016
- Ankara/Türkei: Bei einem Attentat kommt der russische Botschafter Andrei Gennadjewitsch Karlow während einer Fotoausstellung im Regierungsviertel Çankaya ums Leben. Zwei weitere Personen werden verletzt. Der Angreifer, ein türkischer Polizist und Leibwächter, wird von der Polizei erschossen.

Attentat auf den Berliner Weihnachtsmarkt

- Attentat auf den Berliner WeihnachtsmarktBerlin/Deutschland: Anschlag auf den Berliner Weihnachtsmarkt an der Gedächtniskirche: Ein Lkw fährt in einen Weihnachtsmarkt am Breitscheidplatz. 56 Menschen werden verletzt, zwölf kommen ums Leben.
- Washington, D.C./Vereinigte Staaten: Die 538 Wahlmänner wählen den 45. Präsidenten der Vereinigten Staaten von Amerika: den Republikaner Donald Trump. Unter den Republikanern gibt es zwei Abweichler, unter den Demokraten sind es vier.[75]
- Zürich/Schweiz: Bei einer Schießerei in einem Gebetsraum des somalisch-islamischen Kulturzentrums werden drei Menschen schwerverletzt. Der Täter, ein 24-jähriger Schweizer mit ghanaischen Wurzeln, habe Selbstmord begangen.[76]

### Dienstag, 20. Dezember 2016
- Puerto Carreño/Kolumbien: Aerosucre-Flug 157 stürzt in ca. 4 km Entfernung zum Startflughafen Germán Olano ab, nachdem die Boeing 727 beim Start die Flughafenumzäunung durchschlagen hatte. Ermittlungen decken mehrere Faktoren als Absturzursache auf, darunter Überlast, eine fehlerhafte Startkonfiguration, Pilotenfehler während und nach dem Start, sowie eine fehlende Zulassung des Flughafens für diesen Flugzeugtyp. Fünf der sechs Besatzungsmitglieder der Frachtmaschine sterben.[77]
- Tultepec/Mexiko: 29 Menschen sterben und weitere Menschen werden bei der Explosion eines Pryrotechnik-Marktes in Mexiko verletzt.[78]
- Yamoussoukro/Elfenbeinküste: Die als Rassemblement des houphouëtistes pour la démocratie et la paix (RHDP) angetretene regierende Koalition geht als Sieger aus der Parlamentswahl in der Elfenbeinküste hervor und gewinnt weitere Sitze in der Nationalversammlung hinzu.[79]
- Zürich/Schweiz: Der Täter der gestrigen Schießerei in einer Moschee hat sich selbst gerichtet. Der Schweizer ghanaischer Herkunft hatte offenbar bereits am vergangenen Sonntag in Schwamendingen einen ehemaligen Freund erstochen. Die Zürcher Polizei findet zunächst keine Hinweise auf terroristische oder rechtsextreme Motive; die drei in der Moschee angeschossenen Personen sind außer Lebensgefahr.[80]

### Mittwoch, 21. Dezember 2016
- Rom/Italien: Das italienische Parlament stimmt für den Antrag der Regierung von Paolo Gentiloni für ein mögliches staatliches Hilfspaket für die angeschlagene drittgrößte italienische Bank Banca Monte dei Paschi di Siena (MPS) im Umfang von bis zu 20 Milliarden Euro. Der Bankvorstand stellte zuvor offiziell Antrag auf staatliche Hilfe. Die Italienischen Banken sitzen derzeit auf „faule Kredite“ in Höhe von insgesamt 360 Milliarden Euro.[81]

## Weblinks

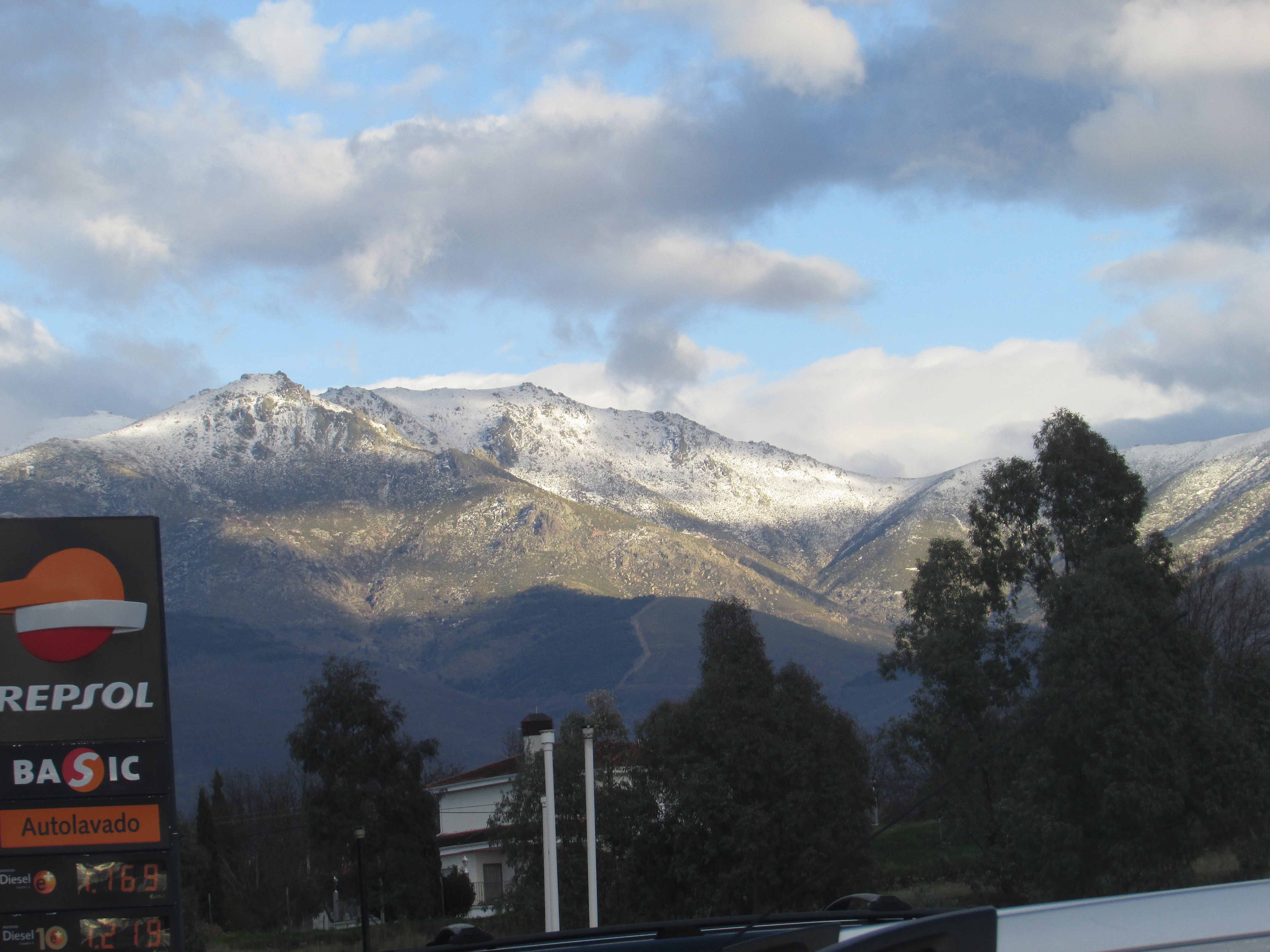
Portugal im Dezember 2016

### Donnerstag, 22. Dezember 2016

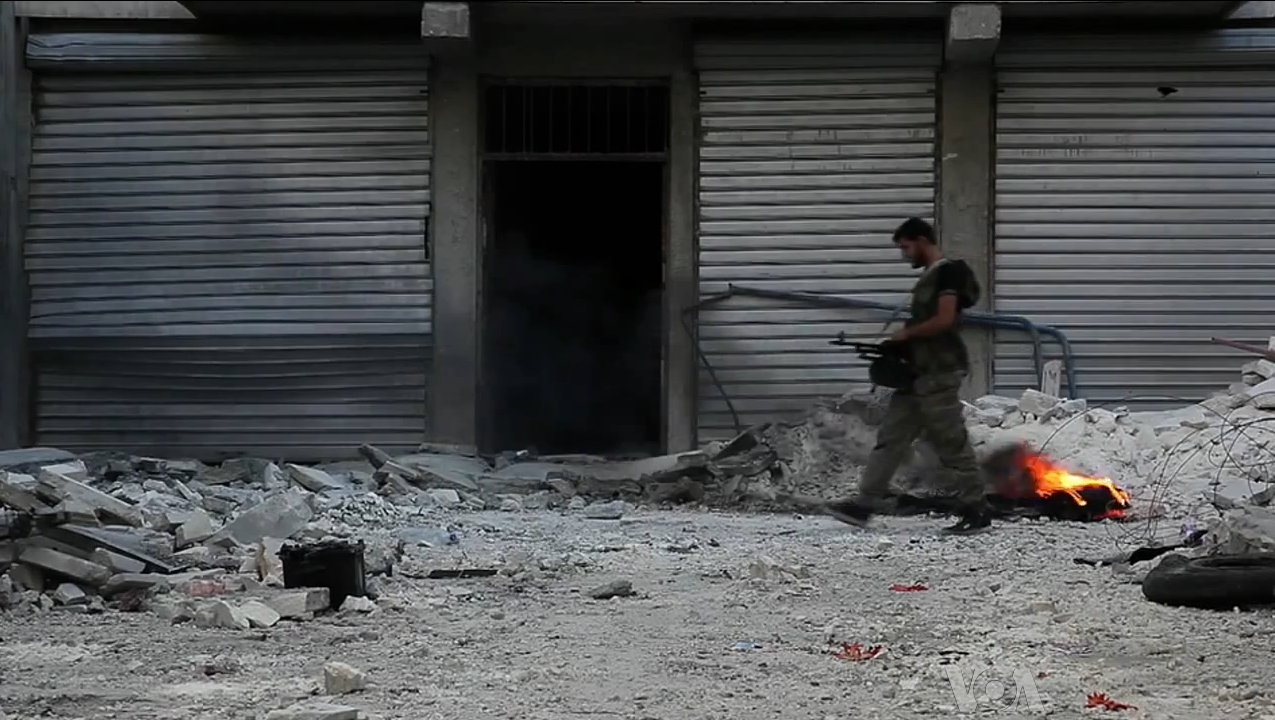
Soldat mit Waffe in Aleppo

- Aleppo/Syrien: Nach Jahren des Kampfes sind die letzten Rebellen aus Ost-Aleppo abgezogen.[82]
- Ankara/Türkei: Die Terrormiliz Islamischer Staat (IS) veröffentlicht im Internet ein 19-minütiges Propagandavideo in dem auch die Verbrennung von zwei türkischen Soldaten gezeigt wird, die nach Medienberichten am 29. November 2016 bei al-Bab in Nordsyrien in Gefangenschaft des IS gerieten. Die türkische Regierung ordnete daraufhin zunächst die Blockierung der sozialen Medien wie Facebook, Twitter und YouTube im Land an.[83]
- Tourouvre/Frankreich: Die französische Energie- und Umweltministerin Ségolène Royal eröffnet im Arrondissement Mortagne-au-Perche die weltweit erste Straße mit Solarmodulen. Die als Wattway bezeichnete rund einen Kilometer lange Straßenbelag einer Nationalstraße mit einer Fläche von 2800 Quadratmetern kostete rund fünf Millionen Euro und soll die Straßenbeleuchtung der Stadt mit Strom versorgen.[84]

### Freitag, 23. Dezember 2016
- Leipzig/Deutschland: Die Beteiligungsgesellschaft Rockaway Capital SE aus Tschechien gibt die Übernahme der deutschen Unister Travel-Assets bekannt. Dabei handelt es sich um die Online-Plattformen ab-in-den-urlaub.de (AIDU), fluege.de, reisen.de, billigfluege.de, reisegeier.de, urlaubstours.de, hotelreservierung.de und TravelViva. Die Transaktion wird durch die Rockaway Capital und den chinesischen Mischkonzern CEFC (China Energy Company Limited) finanziert.[85]
- New York/Vereinigte Staaten: Der Sicherheitsrat der Vereinten Nationen stimmt erstmals seit 1979 in der UN-Resolution 2334 gegen die israelische Siedlungspolitik. Ermöglicht wurde dies durch die Entscheidung der Vereinigten Saaten, nicht von ihrem Vetorecht Gebrauch zu machen, sondern sich zu enthalten. Die 14 anderen Mitgliedstaaten, darunter auch der Nachbar Ägypten stimmten für die UN-Resolution.[86]
- Salvador/Brasilien: In einem internationalen Korruptionsprozess willigt der brasilianische Mischkonzern Odebrecht und die Chemiefirma Braskem die Zahlung einer Rekordstrafe von 3,5 Milliarden US-Dollar ein. Das Justizministerium der Vereinigten Staaten teilte mit, Odebrecht erkläre sich prinzipiell bereit, 4,5 Milliarden US-Dollar zu zahlen, sieht sich aber nur zur Zahlung von 2,6 Milliarden US-Dollar in der Lage. Die Tochterfirma Braskem übernimmt 957 Millionen US-Dollar. Die Strafen werden an Brasilien, die Schweiz und die USA bezahlt. Argentinien, Venezuela, Peru und Kolumbien kündigten Ermittlungen zur Identifizierung mutmaßlicher Schmiergeldempfänger an.[87][88]
- Valletta/Malta: Ein Airbus-A320 der staatlichen libyschen Fluggesellschaft Afriqiyah Airways mit 118 Personen an Bord wird auf dem Inlandsflug mit der Flugnummer 209 von Sabha nach Tripolis entführt und landet auf dem Flughafen Malta.[89]
- Washington, D.C./Vereinigte Staaten: In einem Vergleich mit dem Justizministerium der Vereinigten Staaten verpflichtet sich die Deutsche Bank zur Zahlung von 3,1 Milliarden US-Dollar an Zivilbuße zur Beilegung von zivilrechtlichen Ansprüchen im Zusammenhang mit der Ausgabe hypothekengedeckter Wertpapiere zwischen 2005 und 2007 sowie über mehrere Jahre gestreckt zu weiteren 4,1 Milliarden US-Dollar an finanziellen Erleichterungen für Kreditnehmer in den USA. Auch die Credit Suisse verpflichtet sich zu einem Vergleich über 5,3 Milliarden US-Dollar.[90]

### Sonntag, 25. Dezember 2016
- Augsburg/Deutschland: Im Vorfeld der Entschärfung einer Luftmine aus dem Zweiten Weltkrieg werden etwa 54.000 Menschen in der Stadt evakuiert, so viele wie nie zuvor in der Geschichte der Bundesrepublik Deutschland.
- Beni/DR Kongo: Rebellen der islamistischen Allied Democratic Forces (ADF) aus Uganda töten in der kongolesischen Provinz Nord-Kivu mindestens 22 Menschen, darunter mehrere in der Ortschaft Eringeti.[91]
- Sotschi/Russland: Eine Tupolew Tu-154 des russischen Verteidigungsministeriums ist kurz nach dem Start mit 92 Menschen an Bord ins Schwarze Meer gestürzt. Darunter befinden sich 64 Angehörige des Alexandrow-Ensembles.[92]

### Montag, 26. Dezember 2016
- Albay/Philippinen: Der Taifun Nock-Ten fordert mindestens fünf Todesopfer und richtet große Schäden an. Mehr als 380.000 Menschen werden in Sicherheit gebracht.
- Ankara/Türkei: Eine Anti-Terror-Einheit der türkischen Polizei nimmt die Politikerin der prokurdischen HDP, Aysel Tuğluk fest. Sie wurde im Zuge von Ermittlungen der Staatsanwaltschaft in Diyarbakır in Ankara inhaftiert. Bei Anti-Terror-Operationen hat die türkische Polizei in vergangenen sieben Tagen bereits 1.682 Verdächtige festgenommen, davon erhielten 516 Personen einen Haftbefehl.[93][94]
- Nanyang/China: Der frühere Sportminister und ehemalige Präsident des chinesischen Fechtverbandes CFA, Xiao Tian, wird von einem Mittleren Volksgericht zu zehneinhalb Jahren Gefängnis wegen Korruption verurteilt. Er soll zwischen 1997 und 2014 in seinen Ämtern als Sportfunktionär 7,96 Millionen Yuan (umgerechnet rund 1,1 Millionen Euro) an Bestechungsgeldern angenommen haben.[95][96]

### Dienstag, 27. Dezember 2016
- Buenos Aires/Argentinien: Nach Angaben des Justizministeriums wird die ehemalige Präsidentin Cristina Kirchner wegen Korruptionsvorwürfen offiziell angeklagt. Bundesrichter Julián Ercolini habe die Ex-Präsidentin wegen betrügerischer Amtsführung und unerlaubter Verbindungen angeklagt und zudem angeordnet, Kirchners Vermögen in Höhe von zehn Milliarden Pesos (umgerechnet 600 Millionen Euro) einzufrieren. Angeklagt wurden auch der ehemalige Bundesplanungsminister Julio De Vido und dessen Sekretär José Francisco López und Lázaro Báez, Chef des Bauunternehmens BTP.[97][98]
- Pearl Harbor/Vereinigte Staaten: 75 Jahre nach dem japanischen Überraschungsangriff auf die US-Pazifikflotte in Pearl Harbor besucht Japans Ministerpräsident Shinzo Abe den historischen Ort auf Hawaii und gedenkt gemeinsam mit US-Präsident Barack Obama der 2.403 Toten des Angriffs.[99]
- Zürich/Schweiz: Die Zürcher Kantonalbank (ZKB) erzielt mit den Justizbehörden in Köln im Steuerstreit eine einvernehmliche Einigung und leistet eine einmalige Zahlung von 5,7 Millionen Euro in Zusammenhang mit unversteuerten Vermögenswerten deutscher Kunden.[100]

### Mittwoch, 28. Dezember 2016
- Mogadischu/Somalia: Chefs der lokalen Clans haben in den vergangenen Wochen 14.025 Delegierte bestimmt, die heute den neuen Präsidenten Somalias wählen sollen. Wegen Streitigkeiten wird die Wahl auf einen unbestimmten Termin im Januar 2017 verschoben und Hassan Sheikh Mohamud bleibt im Amt.[101]

### Donnerstag, 29. Dezember 2016

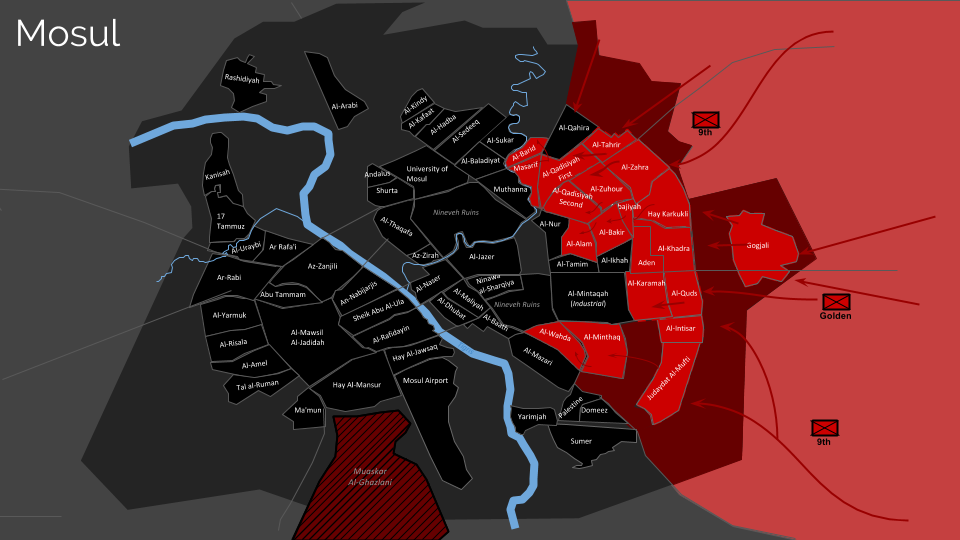
Lage in Mossul am 7. Dezember 2016

- Guizhou/China: Die Beipanjiang-Brücke, Teil der Autobahn Hangzhou-Ruili und höchste Brücke der Welt, wird für den Verkehr freigegeben.
- Mossul/Irak: Mit einer zweiten Militäroffensive der 9. Division der irakischen Streitkräfte mit kurdischen Peschmerga-Verbände und schiitische Milizen der al-Haschd asch-Schaʿbī (PMF) unterstützt durch US-Eliteeinheiten und der US-Luftwaffe beginnt die Rückeroberung der von der Terrororganisation Islamischer Staat (IS) besetzten irakischen Millionenstadt. Insgesamt sind an der Schlacht um Mossul rund 100.000 Soldaten und Kämpfer beteiligt.[102]

### Samstag, 31. Dezember 2016
- Düsseldorf/Deutschland: Die Friedensaktivistin Barbara Gladysch kündigte an, den Verdienstorden des Landes Nordrhein-Westfalen wegen der Abschiebung von zehn Flüchtlingen nach Afghanistan nicht annehmen zu wollen.[103]
- New York/Vereinigte Staaten: Der Sicherheitsrat der Vereinten Nationen unterstützt die von Russland und der Türkei ausgehandelte Waffenruhe für das Bürgerkriegsland Syrien. Die UN-Resolution 2336 (2016) wurde einstimmig beschlossen. Der von Russland und der Türkei ausgearbeitete Friedensplan sieht neben der seit dem 30. Dezember 2016 landesweit geltenden Waffenruhe, weitere Friedensgespräche im Januar 2017 in Astana und die Bildung einer Übergangsregierung vor. Ausgenommen ist hiervon die weitere Bekämpfung von Terrorgruppen wie die Islamischer Staat (IS) und die Al-Nusra-Front.[104][105]
- Rom/Italien: Das italienische Telekommunikationsunternehmen Wind Tre S.p.A. wurde gegründet, was ein Zusammenschluss der ehemaligen autonomen Unternehmen H3G sowie Wind Telecomunicazioni war. Zum Zeitpunkt war es einer der größten Unternehmenszusammenschlüsse in Italien seit dem Jahr 2007. Damit wurde nach eigenen Angaben Italiens größtes Telekommunikationsunternehmen gegründet,[106] aber auch der drittstärkste Mobilfunkbetreiber nach Kundenzahlen des Landes.[107]